# Вилчелеле (Ботошань)
Вилчелеле (рум. Vâlcelele) — село у повіті Ботошані в Румунії. Входить до складу комуни Бреєшть.
Село розташоване на відстані 379 км на північ від Бухареста, 19 км на північний захід від Ботошань, 114 км на північний захід від Ясс.

## Населення
За даними перепису населення 2002 року у селі проживала 61 особа, усі — румуни. Усі жителі села рідною мовою назвали румунську.